# Sui Generis (gruppo musicale)
I Sui Generis sono un noto duo di musica rock argentina, la cui fama maggiore risale agli anni settanta.

## Discografia
- 1972 - Vida
- 1973 - Confesiones de Invierno
- 1974 - Pequeñas Anécdotas sobre las Instituciones (Originariamente doveva chiamarsi Instituciones a secas, ma la censura obbligò il gruppo a cambiare il titolo)
- 1975 - Adiós Sui Géneris, Parte I & Parte II (dal vivo)
- 1993 - Adiós Sui Géneris Volumen III (dal vivo nel 1975)
- 2000 - Sinfonías para adolescentes
- 2001 - Si - Detrás de las paredes [il si si riferisce alla nota musicale]